# Lagerstroemia indica

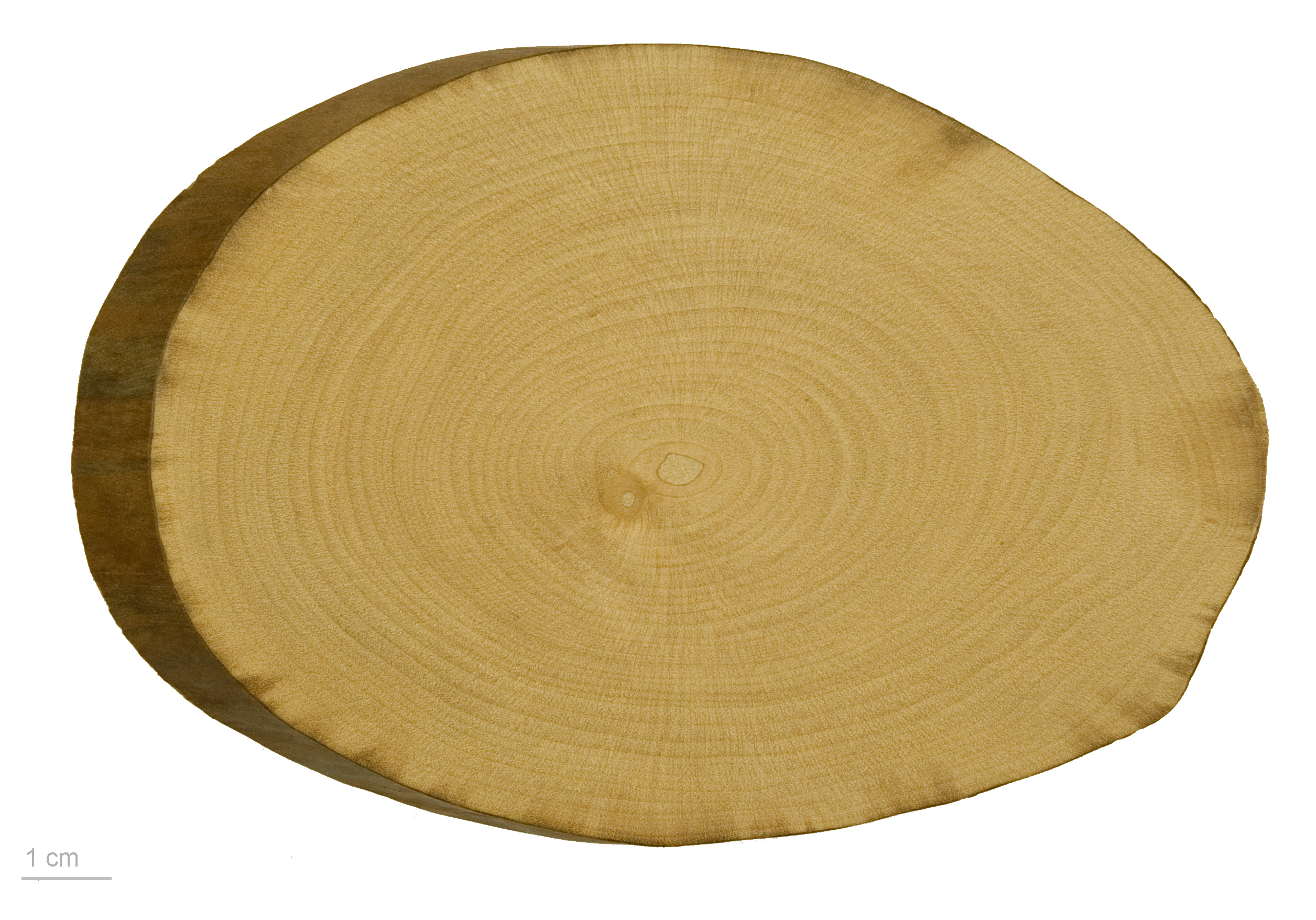
Lagerstroemia indica - MHNT

Lagerstroemia indica (L.) Pers., popularmente conhecido como extremosa, escumilha, resedá ou árvore-de-júpiter, é uma planta da família Lythraceae, nativa da República Popular da China e Índia. A espécie foi introduzida nos Estados Unidos em 1790 pelo botânico Andre Michaux e é cultivada hoje em dia como árvore ornamental.
No Brasil é utilizada amplamente em arborização urbana. Por se tratar de um arbusto conduzido facilmente reproduzido através de estaqueamento, foi tida como panaceia para o plantio em ruas com fiação elétrica. Como resultado, em algumas cidades esta espécie sozinha representa mais de 20 por cento das árvores em via pública. Assim, apresenta diversas desvantagens, como:
- grande quantidade de brotações emitidas em resposta a danos pequenos, como os causados por choques em roçada, formando "moitas";
- grande suscetibilidade à infestação por ervas-de-passarinho (Loranthaceae) (se cultivada próxima a outras árvores de grande porte suscetíveis, pode atuar como fonte de infestação, aumentando os riscos de acúmulo de ervas em galhos grandes e conseqüentemente facilitando sua queda);
- massa foliar reduzida, especialmente quando encontrada com epífitas;
- infestação por oídio e facilidade da disseminação do patógeno devido à alta freqüência populacional da planta hospedeira;
- necessidade de sucessivas podas drásticas para manutenção do equilíbrio devido à natureza das raízes;
- baixa eficiência como equipamento urbano, pois devido à massa foliar reduzida fica restrita à função ornamental.

Por tratar-se de uma planta exótica que, além de ocorrer em quantidades excessivas (monocultura viária em conjunto com o alfeneiro), também não serve de recurso à fauna (possui flores que a abelha nativa jataí sempre está presente), seu plantio tem sido desencorajado em planos diretores desenvolvidos para diversas cidades brasileiras.

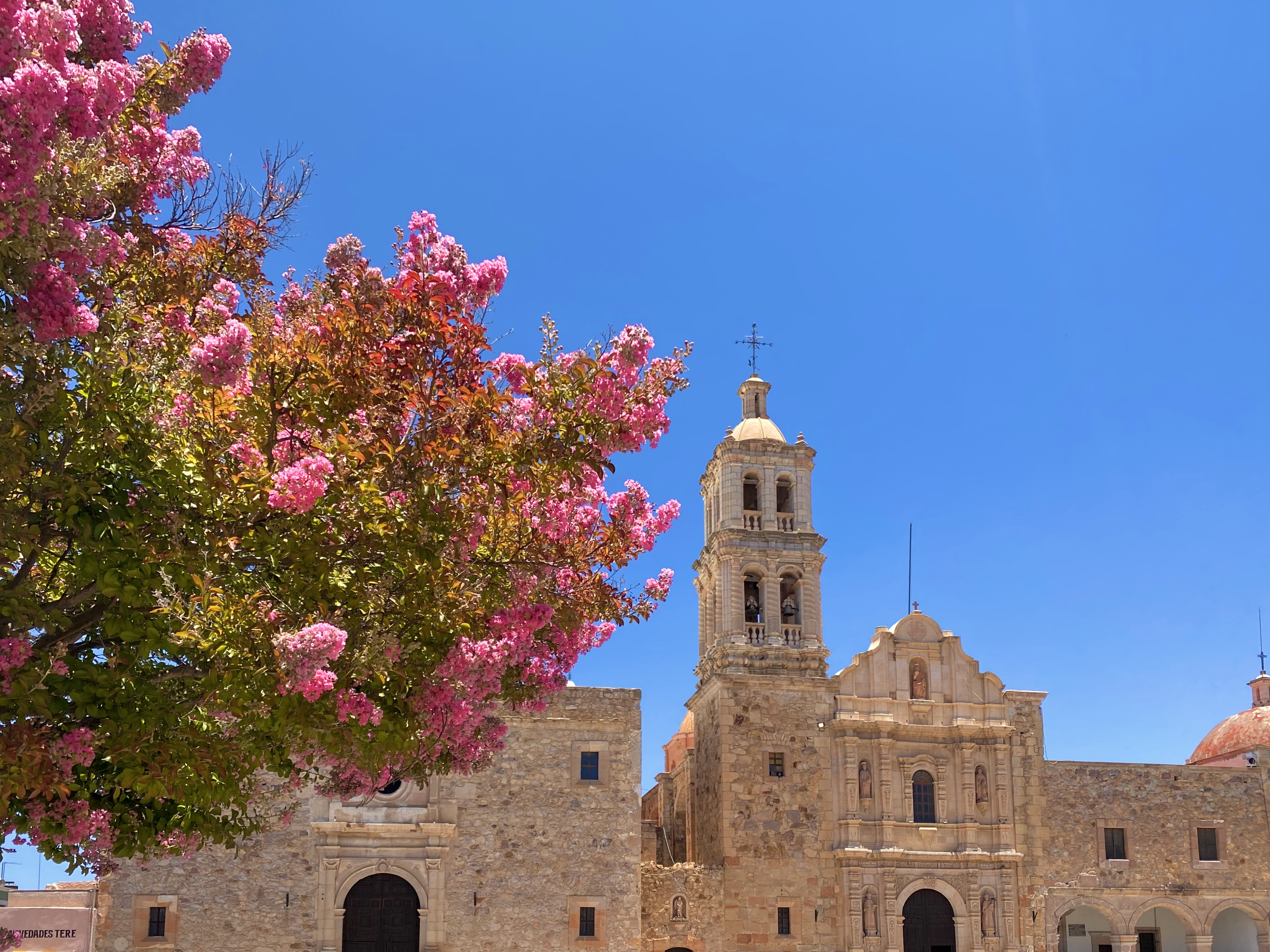
Verão
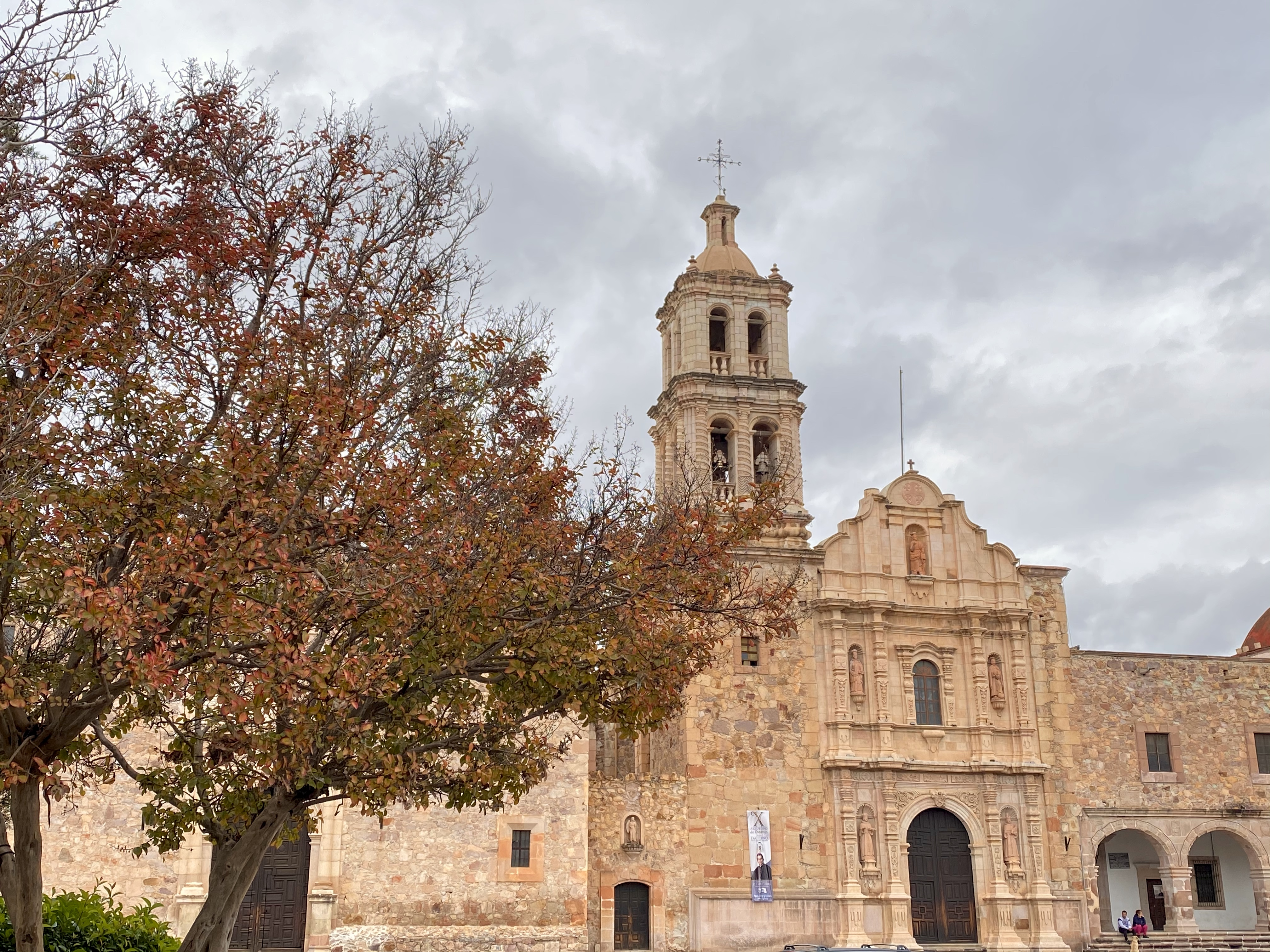
Outono